# 匠白光
埃尔维·雷·史密斯（英語：Alvy Ray Smith，1943年9月8日—），美国计算机科学家，计算机图形学的先驱。
中文名匠白光，「匠白光」这个中文名是1998年旧金山亚洲艺术博物馆的一个印章设计者 Jon Bei Cui 赠送。匠白光自己的解释是和Alvy相近的albino、albumen、albedo等单词，都和白色有关；Ray即光线，英文解释为光，即Light；于是英文即White Light Smith，直译即白光匠，操作光线的工匠，恰合他的职业。

## 生平
1965年，他获得新墨西哥州立大学电子工程专业学位。1970年，凭借关于细胞自动机的论文，他获得斯坦福大学的计算机科学博士学位。自1969年到1973年，他是纽约大学电子工程和计算机科学专业的助理教授。
1974年，在帕罗奥多研究中心工作期间，他和迪克·肖普一起编写了SuperPaint，最早的计算机绘图程序之一。匠白光对这个软件的主要贡献是发明了HSV色彩空间。
1975年，他加入纽约技术研究院的计算机图形实验室，这是70年代最领先的计算机图形学研究机构之一。在那里，他又参与编写新的绘图程序，包括最早的24位色绘图程序Paint3。期间，他和艾德文·卡特姆一起发明了阿尔法通道。他还是编写Ed Emshwiller早期动画软件Sunstone的程序员。他在纽约技术研究院工作到1979年。
匠白光是卢卡斯影业计算机部门的创立者之一，该部门主要开发计算机图形软件，包括最早的渲染器技术。他是皮克斯动画工作室的創始人之一。史提夫·乔布斯从卢卡斯影业手中买下计算机部门后，他成为董事会执行副总裁。根据杰弗里·S·杨和威廉·L·西蒙所著的史提夫·乔布斯传记iCon，在和乔布斯关于白板使用问题上的激烈争吵后，匠白光离开了皮克斯。杨和西蒙表示，虽然是皮克斯的创立者之一，但在离开公司后，匠白光在皮克斯历史中的角色基本上被忽视。比如，在皮克斯网站（页面存档备份，存于）上，根本没有提到匠白光。
1991年，匠白光创立了Altamira软件公司。1994年该公司被微软收购，他成为了微软的首席图形研究员。
他创立了Ars Longa数码摄影公司，现在任总裁。

## 荣誉
由于在数字图像合成（1995年）和数字绘图系统（1997年）上的贡献，匠白光作为合作者两次获得美国电影艺术与科学院的表彰。
1990年，肖普和匠白光因其开发的SuperPaint获得美国计算机协会计算机图形专业组的计算机图形学成就奖。
他出席了1997年斯坦福大学的Forsythe Lecture。
1999年12月，他本科时的母校新墨西哥州立大学授予他为荣誉博士。
2004年，他在景山计算机博物馆入选CRN行业名人堂。
2006年，他被选为美国国家工程学院的成员。